# 호세 마리아 이글레시아스
호세 마리아 이글레시아스 인사우라가(José María Iglesias Inzaurraga, 1823년 1월 5일 ~ 1891년 11월 17일)는 멕시코의 변호사, 교수, 저널리스트, 정치인이었다. 1876년 10월 31일부터 1877년 1월 23일까지 멕시코의 임시 대통령으로 재임했었다.

## 배경
호세 마리아 이글레시아스는 멕시코 시에서 부유한 가정의 아들로 태어났다. 그러나, 12살 때 그의 아버지가 죽었다. 5년 뒤 그의 어머니 또한 죽는다. 그의 외삼촌이 교육을 책임졌다. 그는 법을 전공했으며, 좋은 학점으로 졸업을 했다. 1844년에 변호사 자격 면허를 받았다.
그는 산 그레고리오 대학의 법률학 교수가 되었다. 그는 또한 안토니오 로페스 데 산타 안나의 통치를 반대하는 신문에 협력했다. 그는 1946년에 멕시코 시의 시의회 의원이 되었다. 그 해 미국 침략 후, 그는 군사 최고 법원장으로 명명되었다. 전쟁이 끝날 무렵에 그는 마리아노 아리스타 정부의 재무부에서 요직을 차지했다.

## 참고 문헌
- (스페인어) García Puron, Manuel, México y sus gobernantes, v. 2. Mexico City: Joaquín Porrua, 1984.
- (스페인어) Orozco Linares, Fernando, Gobernantes de México. Mexico City: Panorama Editorial, 1985, ISBN 968-38-0260-5.